# Sylvia Graupner
Sylvia Graupner (* 28. März 1973 in Annaberg-Buchholz) ist eine deutsche Grafikdesignerin und Illustratorin sowie Hochschullehrerin.

## Leben und Tätigkeit
Sylvia Graupner besuchte die Erweiterte Oberschule, wo sie das Abitur ablegte. Danach studierte sie von 1992 bis 1995 Bühnenbild und Graphikdesign an der Hochschule für Bildende Künste Dresden und besuchte von 1995 bis 1999 die Fachklasse Illustration an der Hochschule für Grafik und Buchkunst Leipzig. 1999 erhielt sie das Diplom als Grafik-Designerin/Illustratorin. Das Thema ihrer Diplomarbeit lautete Die Mondfrau.
Sie war bis 2002 Meisterschülerin beim Grafiker und  Bühnenbildner Volker Pfüller (1939–2020) in Leipzig. Seitdem arbeitete sie freischaffend in Annaberg-Buchholz und Dresden für unterschiedliche Schulbuch- und Kinderbuchverlage. Mehrere der von ihr illustrierten Bücher sind in verschiedenen Sprachen weltweit erschienen. Für den CDU-Bundestagsabgeordneten und Kinderbuchautor Alexander Krauß illustrierte sie beispielsweise dessen 2021 erschienenes Buch Der Sagenschatz des Erzgebirges. Historische Sagen neu erzählt.
Graupner fertigt Zeichnungen, für die Detailreichtum und feine, kantige Linien charakteristisch sind, sowie Radierungen, Collagen und Bilder in Mischtechniken. Neben Illustrationen entwirft sie Bühnenbilder, insbesondere für das Eduard-von-Winterstein-Theater, Plakate, Broschüren und Kartenspiele.
Seit 2014 ist Sylvia Graupner außerdem als Dozentin an der Hochschule für Bildende Künste Dresden tätig.

## Ehrungen
- 2002: Eintrag von Kiri Wal zählt die Sterne in die Ehrenliste des Österreichischen Kinder- und Jugendbuchpreises
- 2006: Pulcinella Award, für das Bilderbuch Meine erste Hochzeit, umgesetzt als Zeichentrickfilm
- 2010: Stadtpreis von Annaberg-Buchholz
- 2013: Erster Preis des Städtewettbewerbes „Ab in die Mitte“, gemeinsam mit der Architektin Kristin Trommler[2]

## Publikationen
- (mit Steffi Kassler): Die Mondfrau. Diplomarbeit. Leipzig/Annaberg 1998.
- Illustrationen zu Hubert Schirneck: Was ist ein Traum?, fragte Jonas. 2003.
- Illustrationen zu Ralph Grüneberger: Das Karussell schläft auch. Kinderbuch. Leipzig 2005.
- Die famose Insbettbringmaschine. Jungbrunnen, Wien 2009
- Illustrationen zu Barbara Brüning: Prinzessin Lara und der kleine Saurier. Ein Märchen zum Philosophieren über Menschen, Tiere und die Welt. Bildungsverlag Eins, Troisdorf 2010.
- Illustrationen zu Alexander Krauß: Der Sagenschatz des Erzgebirges. Historische Sagen neu erzählt. ERZDruck, Marienberg 2021, ISBN 978-3-946568-37-7.